# Regiment Konny Buławy Polnej Litewskiej

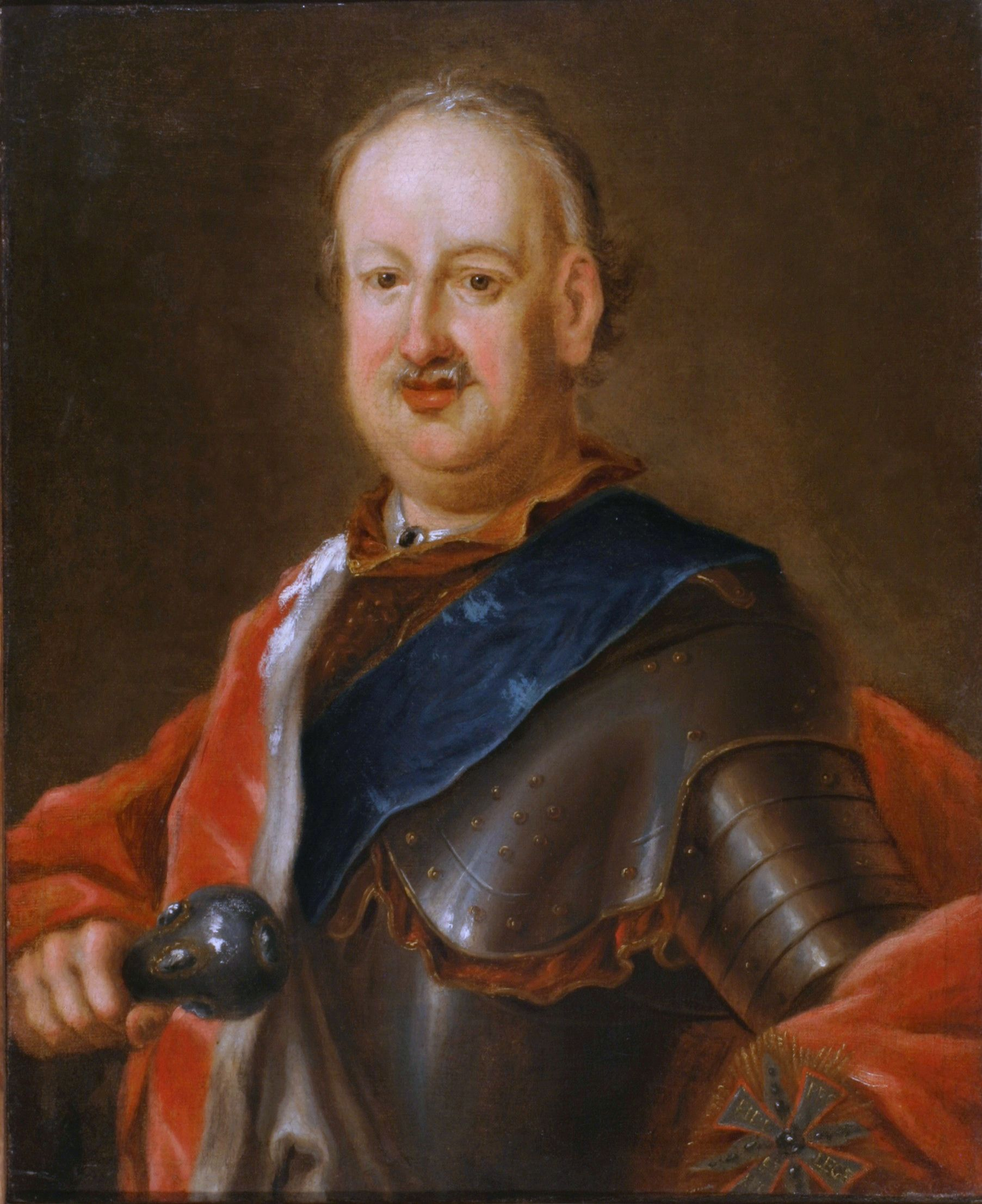
Michał Kazimierz Radziwiłł Rybeńko

Regiment Konny Buławy Polnej Litewskiej – oddział jazdy armii Wielkiego Księstwa Litewskiego wojska I Rzeczypospolitej.
Zgodnie z tradycją szefem regimentu był każdorazowo hetman polny litewski.

## Żołnierze regimentu
Szefowie
- hetman polny Michał Denhoff (miecznik wielki litewski, 1717, zm. 2 sierpnia 1728),
- książę Michał Kazimierz Radziwiłł Rybeńko (1736-1744),
- Michał Massalski (4 października 1744-1762),
- Aleksander Michał Sapieha (1762).

Pułkownicy
- Oltym (1717),
- Massalski (1754–1759)[2],
- Franciszek Bitowt (1772).

## Przeformowanie
W 1775 Regiment Konny Buławy Wielkiej Litewskiej został spieszony (przeformowany w 4 Regiment Pieszy Buławy Polnej Litewskiej).